# Oxycirrhites
Oxycirrhites is een monotypisch geslacht van straalvinnige vissen uit de familie van de koraalklimmers (Cirrhitidae). Het geslacht is voor het eerst wetenschappelijk beschreven in 1857 door Bleeker.

## Soort
- Oxycirrhites typus Bleeker, 1857 – Spitssnuitkoraalklimmer